# Estelle Galarme
Estelle Galarme est une actrice française de cinéma et de théâtre.

## Filmographie

### Cinéma

#### Longs métrages
- 2006 : Les Anges exterminateurs de Jean-Claude Brisseau : Olivia
- 2009 : À l'aventure de Jean-Claude Brisseau : Françoise
- 2010 : Coline (Les amis de mes amis) : Aurore
- 2011 : Les Secrets de l'invisible
- 2011 : Le Jour où tout a basculé (série télévisée), épisode, Père sans le savoir : Marie
- 2014 : Une heure de tranquillité de Patrice Leconte : l'infirmière
- 2016 : Ils sont partout d'Yvan Attal : l'interviewer
- 2024 : Les Pistolets en plastique de Jean-Christophe Meurisse

#### Courts métrages
- 2010 : Julie et ses Jules de Fanny Jeannoel
- 2016 : La faute du cendrier de Louis Houdoin : Isa
- 2017 : Panique au Sénat de Antonin Peretjatko : La jardinière

## Théâtre
- 2012 : Les Contes de Shakespeare, mise en scène Anne-Laure Liégeois, Le Festin, Montluçon
- 2012 : À fleur et à sang de Albert Londres, mise en scène F. Dubusset
- 2015 : Alpenstock de Rémi De Vos, mise en scène Julien Duval, théâtre Anthéa, Antibes